# Kejser Franz Joseph Fjord
73°27′N 25°00′V / 73.450°N 25.000°V
Kejser Franz Joseph Fjord (også: Kejser Franz Josef Fjord; grønlandsk: Kangerluk Kejser Franz Joseph) er et større fjordsystem i den nordøstlige del af Grønlands Nationalpark i det nordligste Østgrønland.

## Geografi
Kejser Franz Joseph Fjord har sin udmunding i Fosterbugten i Grønlandshavet, mellem Cape Mackenzie i den østlige ende af Geographical Society Island og Cape Franklin, den sydlige ende af fastlandet Gauss-halvøen; Bantekoe ø ligger i bugten ud for udmundingen. Fjorden strækker sig vestover ca. 100 km, så ved Eleonore Bay i en NNØ/SSV-retning i ca. 32 km, og drejer igen vestpå ved Cape Mohn, den vestlige ende af Ymer ø, der forgrener sig igen med Isfjorden, der strækker sig nordvest på over 60 km.
To bifjorde, den brede Nordfjord - med den store Waltershausen-gletscher og den smallere Geologfjord - med Nunataks gletscher som en gren fra nordsiden af fjorden, ca. 70 km fra indløbet. Djævelens Slot (Teufelsschloss) er et fremtrædende bjerg af rødlig sten med en lysere strimmel, der strækker sig diagonalt over sit ansigt, der ligger tæt på den sydlige side af Cape Petersens, den yderste ende af Ymer ø.
Fjorden er afgrænset af Suess Land-halvøen og Ymer ø mod syd og ved Frænkel Land, Andrée Land og Gauss-halvøen i nord.
| - Kort over det nordøstlige Grønland - Gletsjertunger ved kysten af Kejser Franz Josef Fjord - Waltershausen-Gletscheren |

## Historie
Denne fjord blev først undersøgt og delvist udforsket af den anden tyske nordpolare ekspedition 1869-70 og kom til at hedde Kaiser Franz Joseph Fjord efter Franz Joseph, daværende kejser af Østrig-Ungarn, som havde ydet betydelige donationer til ekspeditionen.